# Cerva di Cerinea
La cerva di Cerinea (in greco antico: Κερυνῖτις ἔλαφος?, Kerynîtis élaphos) era, nella mitologia greca, una cerva dai palchi d'oro e dalle zampe di bronzo che era stata dedicata ad Artemide dalla ninfa Taigete quando la dea l'aveva salvata dall'inseguimento di Zeus.

## Mitologia

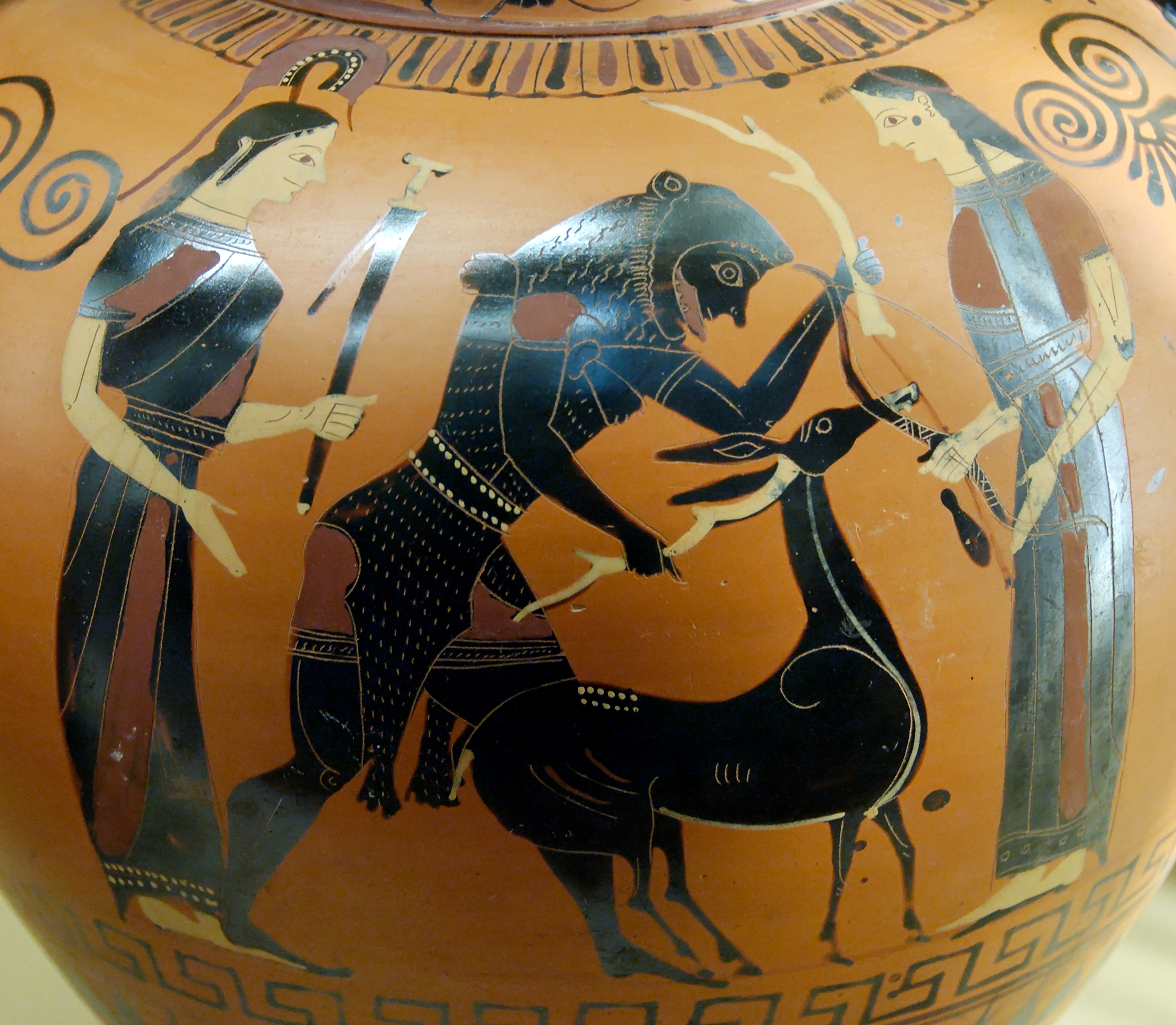
Eracle e la cerva di Cerinea

La cerva di Cerinea fuggiva senza mai fermarsi incantando chi la inseguiva, trascinandolo così in un paese dal quale non avrebbe più fatto ritorno; poiché era una cerva sacra, il suo sangue non poteva essere assolutamente sparso.
Quando Eracle fu incaricato da Euristeo di catturarla, inizialmente si limitò a inseguirla: la cerva si rifugiò salendo su una montagna di nome Artemisio e cercò di attraversare il fiume Ladone, ma durante la traversata Eracle riuscì a catturarla colpendola con una freccia in un punto della zampa cartilagineo, quindi privo di vasi sanguinei; poi caricandosela sulle spalle la portò in Arcadia. Lungo la strada Artemide ed Apollo lo fermarono e la dea lo rimproverò di aver tentato di uccidere il suo animale sacro, ma l'eroe riuscì a placare le sue ire e ottenne da lei il permesso di portare la cerva ad Euristeo.
La cerva fu infine portata a Micene e lì fu liberata.